# Calamus gibbsianus
Calamus gibbsianus је тропска палма-лијана из породице палми Arecaceae. Врста је рода Calamus.  Насељава тропске кишне шуме на северу Борнеа где је аутохтона и ендемска врста. 